# Яна-Кучь
Яна-Кучь (баш. Яны Көс) — упразднённый в 2005 году посёлок Килькабызовского сельсовета Бакалинского района Республики Башкортостан Российской Федерации. Ныне — урочище «в правобережье р. Буг» (Реестр АГКГН) Республики Башкортостан на территории Старокуручевского сельсовета.

## География
Находился у реки Буга (Буг) (бассейн р. Сюнь).

### Географическое положение
Расстояние до (на 1 января 1969):
- районного центра (Бакалы): 14 км,
- центра сельсовета (Старокуручево): 6 км,
- ближайшей ж/д. станции (Туймазы): 89 км.

## История
Основан в 1930-е гг.
До образования Килькабызовского сельсовета входил в состав Старокуручевского сельсовета.
Упразднен в 2005 году согласно Закону Республики Башкортостан от 20 июля 2005 года № 211-з «О внесении изменений в административно-территориальное устройство Республики Башкортостан в связи с образованием, объединением, упразднением и изменением статуса населённых пунктов, переносом административных центров».

## Население
В 1939 насчитывалось 93 человек, в 1959 — 62. На 1 января 1969 года проживали 81 человек; преимущественно татары. По переписи 1989 года — 6 человек.
Население на 1 января 2002 года не зафиксировано

## Инфраструктура
Посёлок входил в состав Бакалинского совхоза.